# Gemkapocs

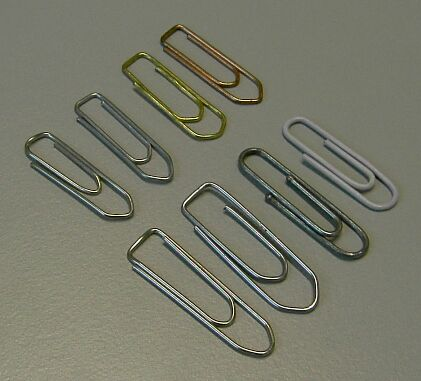
Gemkapocs

A gemkapocs használatával lapokat lehet összefogni. Speciális módon meghajított, 10–12 cm hosszú drótból készül.

## Története

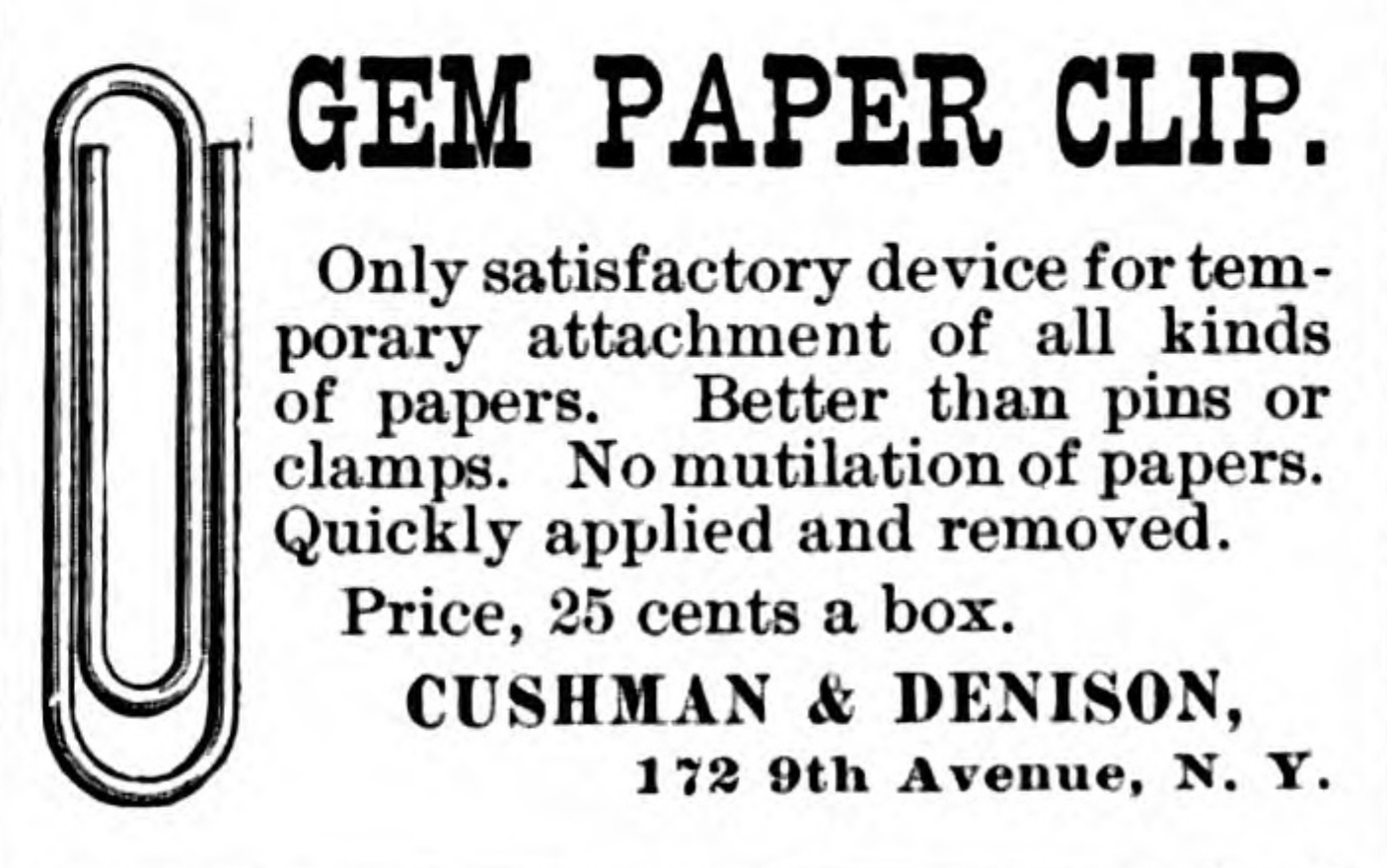
Gem Manufacturing hirdetés 1893-ból

A 13. században lapok összefűzésére már jelentek meg „gyorsfűzők”: a lapok bal felső sarkában egy vágást ejtettek, és textilszalagot húztak azokon keresztül. A nagyobb hatékonyság felé vezető úton az első lépés a varráshoz használt gombostű volt, amit egy amerikai orvos, John Howie talált fel. A New York-i titkárnők hamar észrevették, hogy a gombostűkkel akár tíz lapot is egymáshoz lehet erősíteni. De a gombostűk ellenálltak: szúrtak, és a papírokon csúnya lyukakat és vérfoltokat ejtettek.
Az 1890-es években az irodákban rugókat kezdtek használni (amit 1867-ben Samuel Fey egészen más célra javasolt: címkék ruhára való erősítésére). 1899-ben egy norvég mérnök, Johan Vaaler, rugalmas drótdarabokkal kísérletezve, kigondolt néhány sikeres kapcsot, és találmányára szabadalmat kapott. De Vaaler nem szentelt figyelmet a találmányának, és 1900-ban egy amerikai feltaláló, Cornelius Brosnan szabadalmaztatott kapcsot Konaclip néven.
Ugyanakkor ez az irodaszer a mai formáját a Gem Manufacturing nevű brit cégnek köszönheti, amelyik legkésőbb 1893-ban állt elő a klasszikus dupla ovális formájú gemkapoccsal.
A cég nevéből márkanév (GEM) lett, s ennek a köznevesülése nyomán kapta az iratkapocs a ma is használt magyar nevét: gemkapocs.

## Érdekes tények

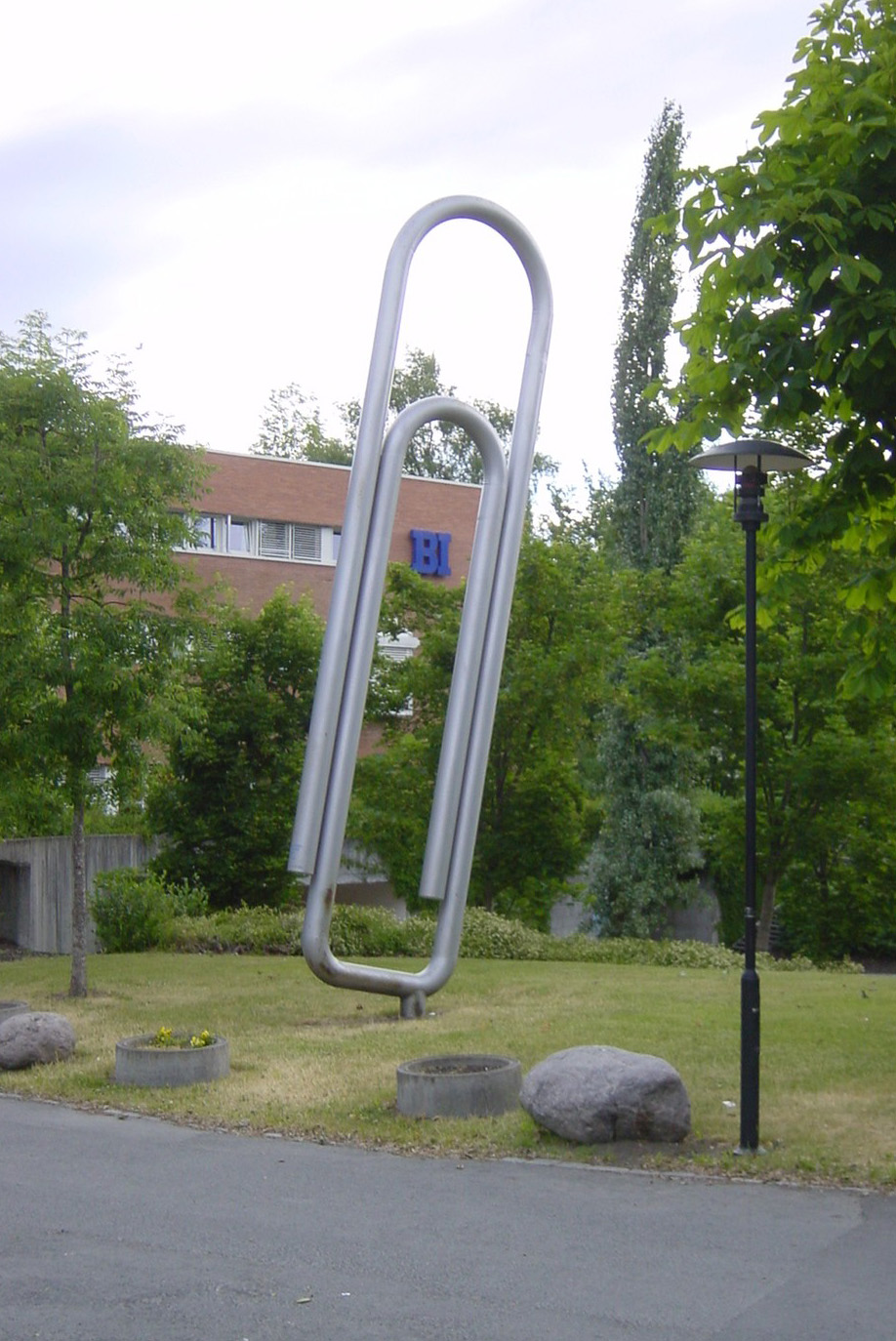
Oslóban

- Norvégia lakosai számára a gemkapocsnak még mély szimbolikus jelentése is van. Ez azzal a hősies történettel kapcsolatos, ami a második világháború idején zajlott. 1940-ben a nácik, amikor elfoglalták az országot, a kormányzatot is megszállták, és megtiltották a helyi lakosoknak, hogy a száműzött norvég király, VII. Haakon monogramjával díszített gombokat és jelvényeket viseljenek. Akkor a norvégoknak eszükbe jutott a gemkapocs, és elkezdték azt hordani a ruhájukra tűzve, és ily módon a gemkapocs a nép egységének és ellenállásának különös szimbólumává vált. Az állampolgárok hőstette és a feltaláló érdeme nem merült feledésbe: Oslóban 1990. januárban  egy gigantikus gemkapocs formájában emeltek emlékművet Johan Vaaler tiszteletére.
- 1990-ben, a hivatalos megjelenés centenáriumán a szerény irodai asszisztens egy norvég bélyegre került.
- Egy uráli városban, Miasszban egy 9,28 m magas emlékművet állítottak a gemkapocsnak, valamint a rajzszögnek, a körzőnek, az ollónak és a vonalzónak, mind acélból. Ez a gemkapocs bekerült a Guinness Rekordok Könyvébe,[2] a rekord regisztrálásának hivatalos bejegyzése 2010. május 4-én történt.
- A belga Ms. Jeanine Van der Meiren is a gemkapocsnak köszönhetően került a Guinness Rekordok könyvébe. 24 óra alatt 22 025 db gemkapocsból fűzött láncot, aminek a hossza kb. 820 méter lett.
- 1996. július 13–24. között irodai gemkapocsból 20 óra alatt egy 15,02 km hosszú láncot fűzött a szingapúri Boon Lay Community Centre nevű ifjúsági csoport 40 tagja.

## Használata aszámítástechnikában
Az e-mail kliensek gemkapocs ikonnal jelzik a mellékletet.

## Fordítás
- Ez a szócikk részben vagy egészben  a(z)   Скрепка című orosz Wikipédia-szócikk ezen változatának fordításán alapul.  Az eredeti cikk szerkesztőit annak laptörténete sorolja fel. Ez a jelzés csupán a megfogalmazás eredetét és a szerzői jogokat jelzi, nem szolgál a cikkben szereplő információk forrásmegjelöléseként.